# Masaka
Masaka é uma cidade da região de Buganda, em Uganda, a oeste do lago Victoria. A cidade já foi a segunda maior de Uganda, atrás somente de Kampala, porém foi bastante destruída na Guerra Uganda-Tanzânia. A cidade é a sede do distrito de Masaka.

## Localização
A distância entre Masaka e Kampala é de aproximadamente 4,22 quilômetros. A cidade fica perto do Equador. As coordenadas de Masaka são 0°20'28.0"S, 31°44'10.0"L (Latitude:-0.341111; Longitude:31.736111). Masaka fica a uma altitude média de 1.288 metros acima do nível do mar.

## História
Masaka foi fundada como uma vila em 1953. Tornou-se um conselho da cidade em 1958 e um município em 1968.
Masaka foi um local estrategicamente importante durante a Guerra Uganda-Tanzânia (1978-79) e, portanto, foi guarnecido por tropas do Exército de Uganda. Esses soldados aterrorizaram os civis locais e a maioria fugiu da cidade. De 23 a 24 de fevereiro de 1979, a Força de Defesa Popular da Tanzânia e os rebeldes aliados de Uganda atacaram o assentamento, resultando na Batalha de Masaka. A cidade foi bombardeada com artilharia e caiu para as forças lideradas pela Tanzânia após resistência à luz. Os tanzanianos posteriormente arrasaram grande parte da cidade para se vingar de atrocidades cometidas pelo Exército de Uganda durante sua invasão anterior ao noroeste da Tanzânia.
No curso da Guerra Civil de Uganda, Masaka novamente sofreu com os combates. A cidade foi guarnecida pelo Exército de Libertação Nacional de Uganda, que na época era o exército nacional de Uganda. No final de 1985, os rebeldes do Exército de Resistência Nacional cercaram a cidade. Após um combate pesado, a guarnição de Masaka se rendeu em 10 de dezembro de 1985.
Em 2019, o Gabinete de Uganda decidiu conceder a Masaka o status de cidade em vigor em julho de 2023. Em novembro do mesmo ano, o Gabinete revisou a data do status da cidade para 1 de julho de 2020.

## População
Em julho de 2019, o censo nacional estimou a população em 114.300 habitantes.

## Visão geral
Em 2016, antes de atingir stratus da cidade, Masaka ocupava 58 quilômetros quadrados. Foi dividido em três divisões administrativas: (a) Katwe-Butego (b) Kimaanya-Kyabakuza e (c) Nyendo-Ssenyange. É subdividido em 54 zonas.

### Trabalhos citados
- Cooper, Tom; Fontanellaz, Adrien (2015). Wars and Insurgencies of Uganda 1971–1994. Helion & Company Limited. Solihull: [s.n.] ISBN 978-1-910294-55-0